# Biserica reformată din Neaua

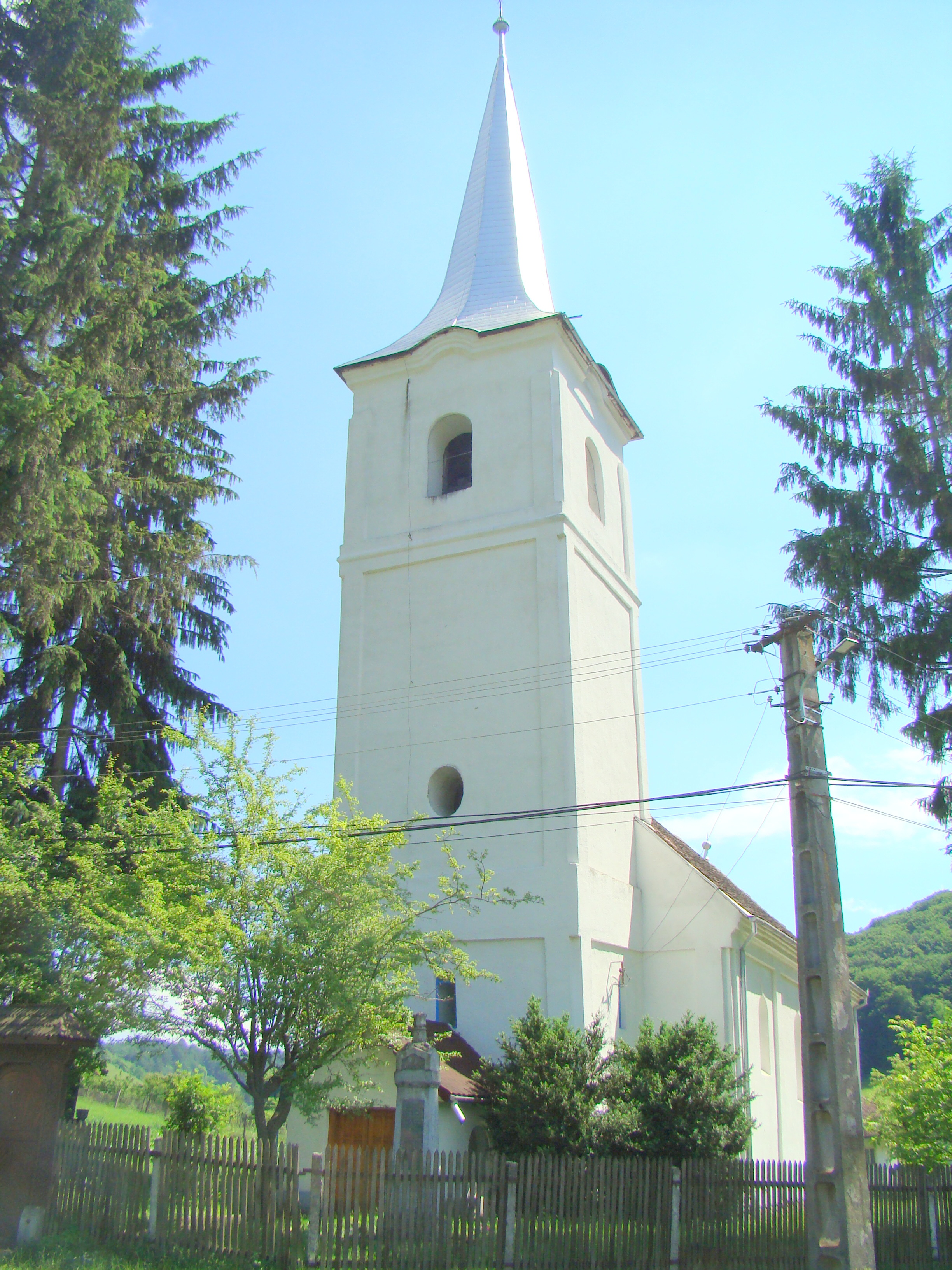
Biserica reformată din Neaua (iunie 2017)

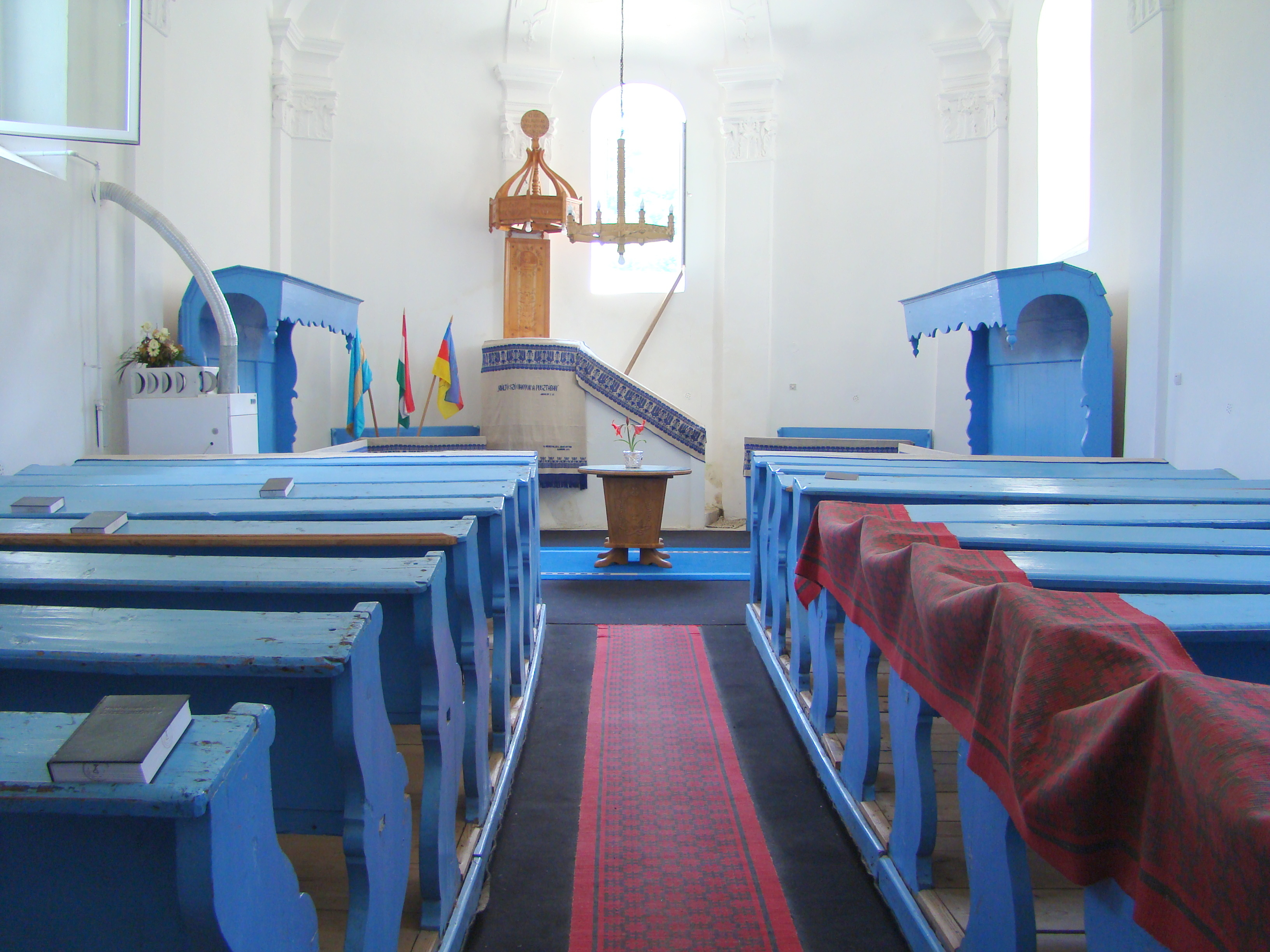
Biserica reformată din Neaua (iunie 2017)

Biserica reformată din Neaua, comuna Neaua, județul Mureș, datează din secolul al XVIII-lea. Este un monument reprezentativ pentru bisericile reformate din fostul Scaun Secuiesc al Mureșului.

## Localitatea
Neaua (în maghiară Havad) este satul de reședință al comunei cu același nume din județul Mureș, Transilvania, România. Prima mențiune documentară este din anul 1334, în lista dijmelor papale, sub numele Hodod.

## Biserica
Credincioșii catolici din perioada medievală în timpul Reformei au devenit toți reformați. Enoriașii din Neaua și-au construit în 1665 o biserică de lemn. Aceasta a fost demolată în 1680 și au construit o alta cu acoperiș de șindrilă. Turnul clopotniță din 1684 a fost vândut în 1774 bisericii din Drojdii. Clopotele au fost mutate în actuala biserică ridicată între anii 1794 și 1800. Orga actuală a fost construită în 1926 de Boda József din Toplița. Coroana amvonului a fost făcută la comanda ocrotitorului bisericii Máthé Izsák și soției acestuia. În prezent în turn sunt două clopote, cel mai vechi turnat în 1837, dintr-un clopot anterior crăpat.

### Exterior

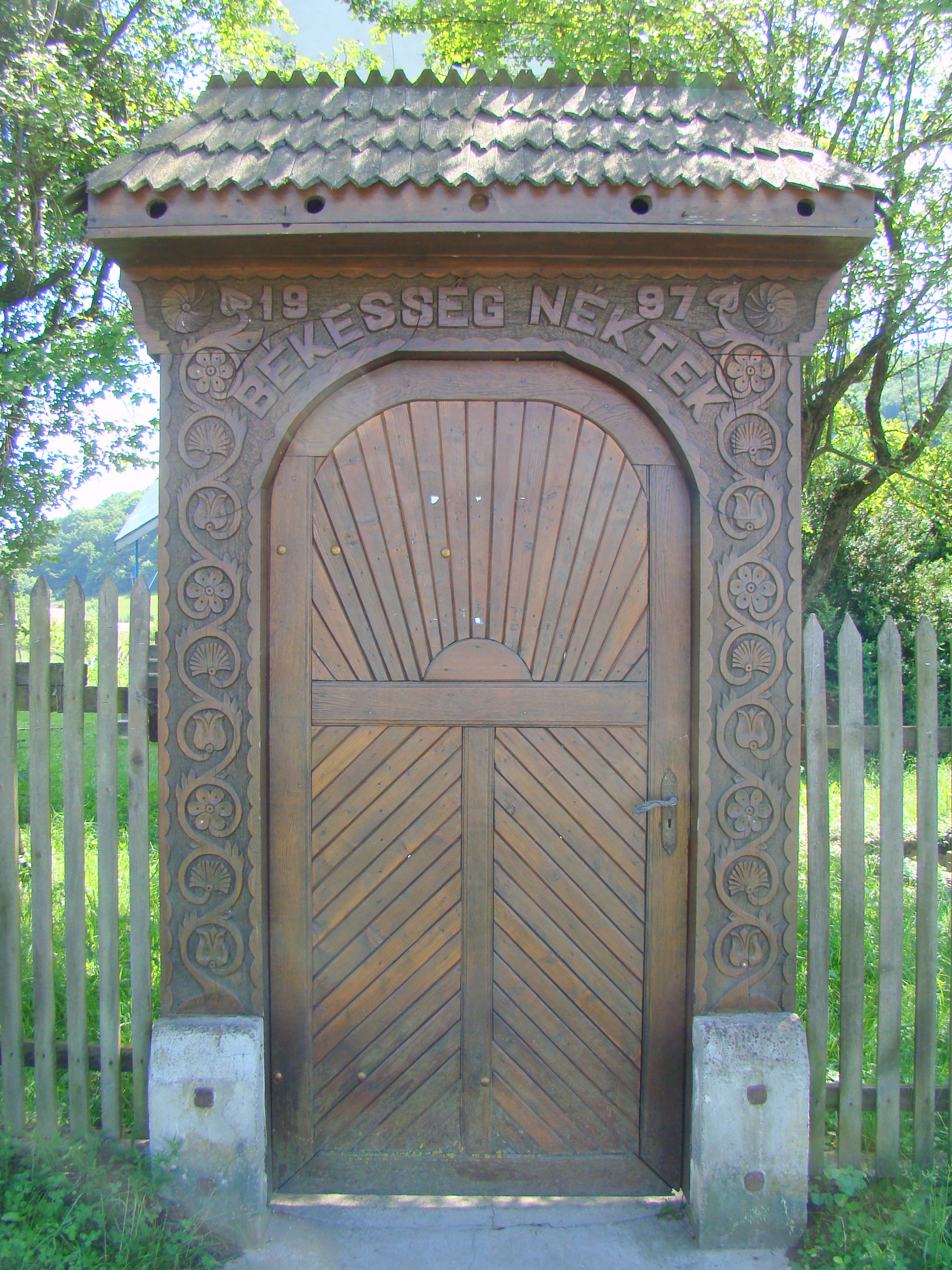
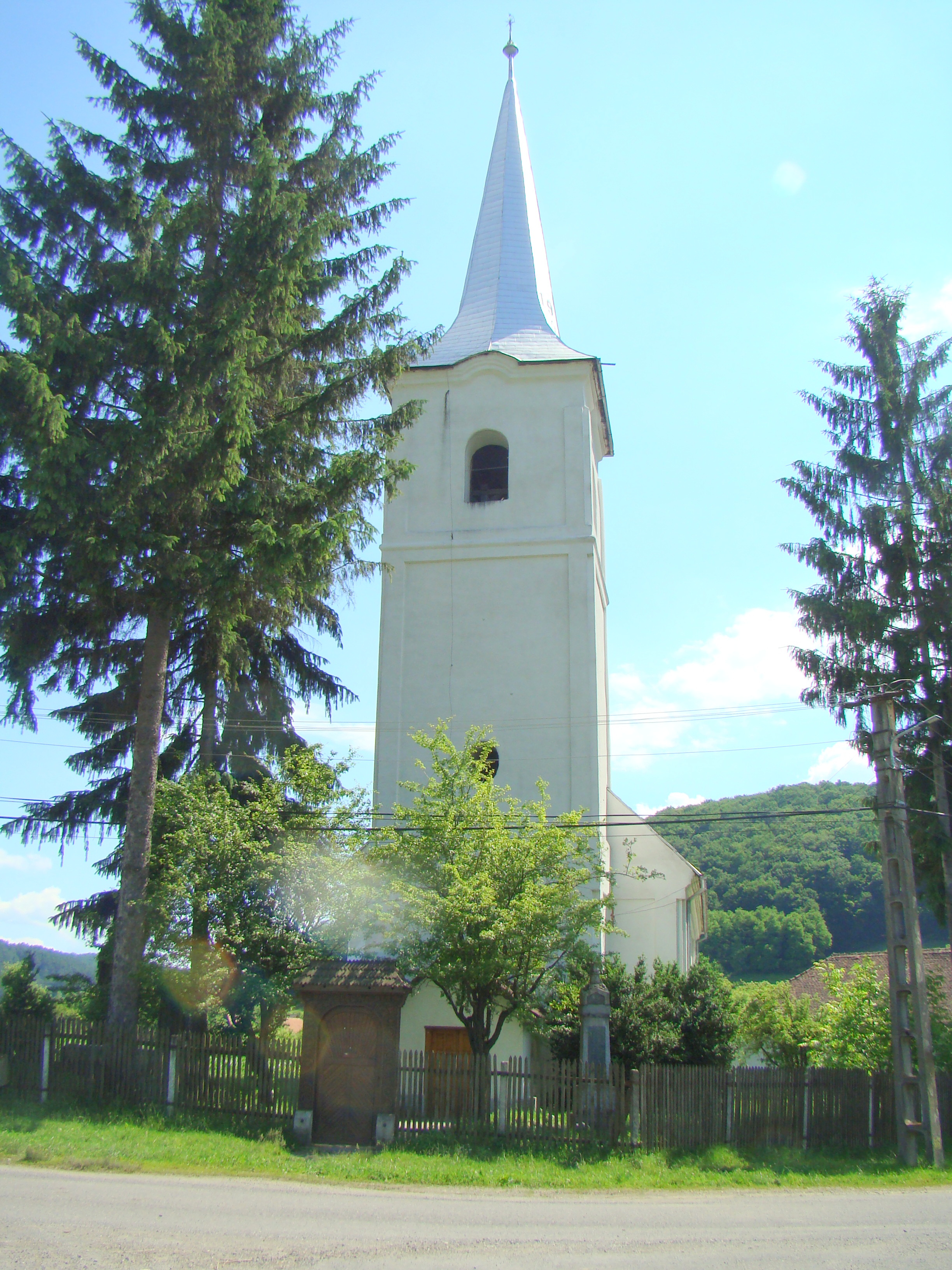
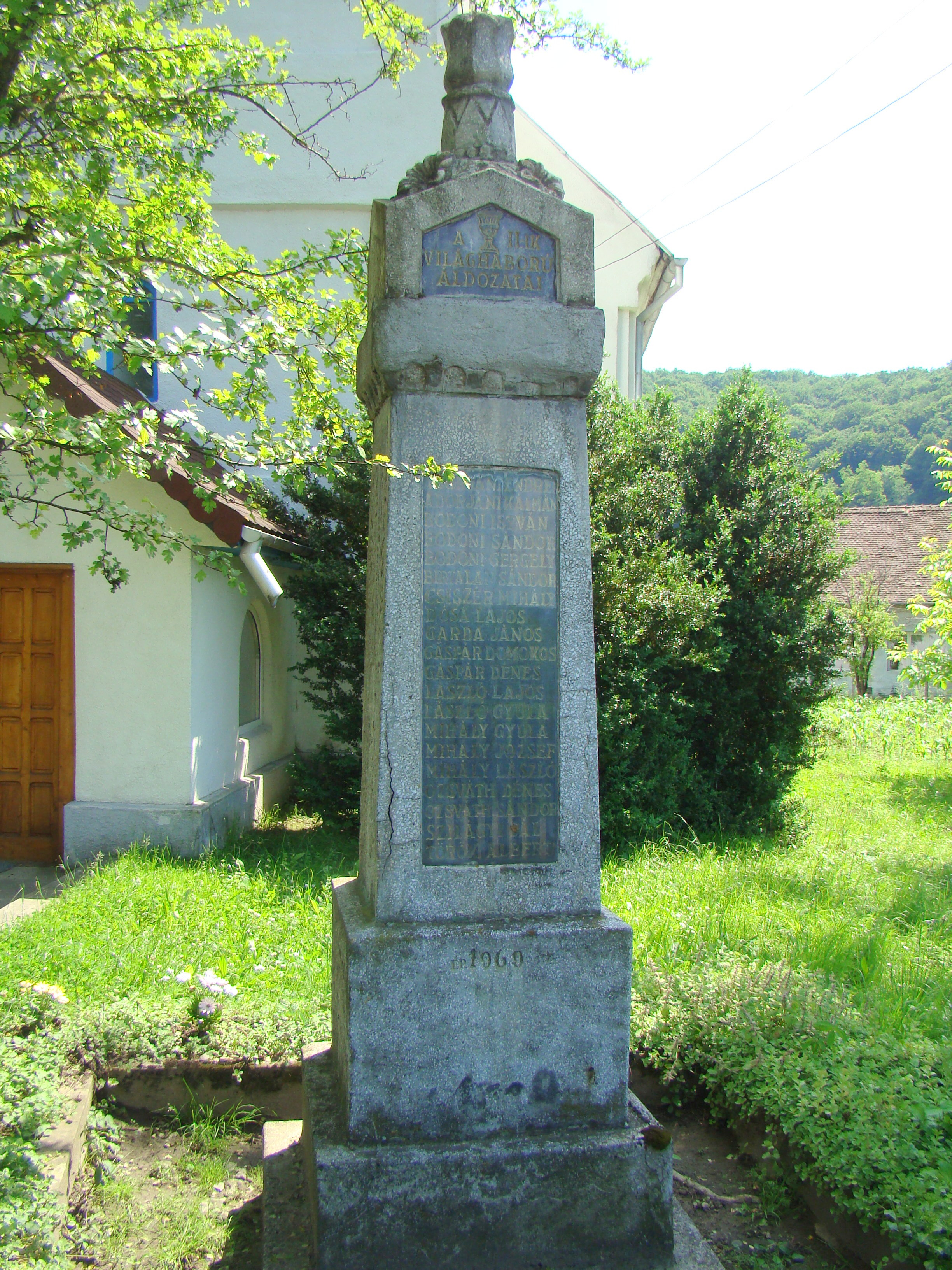
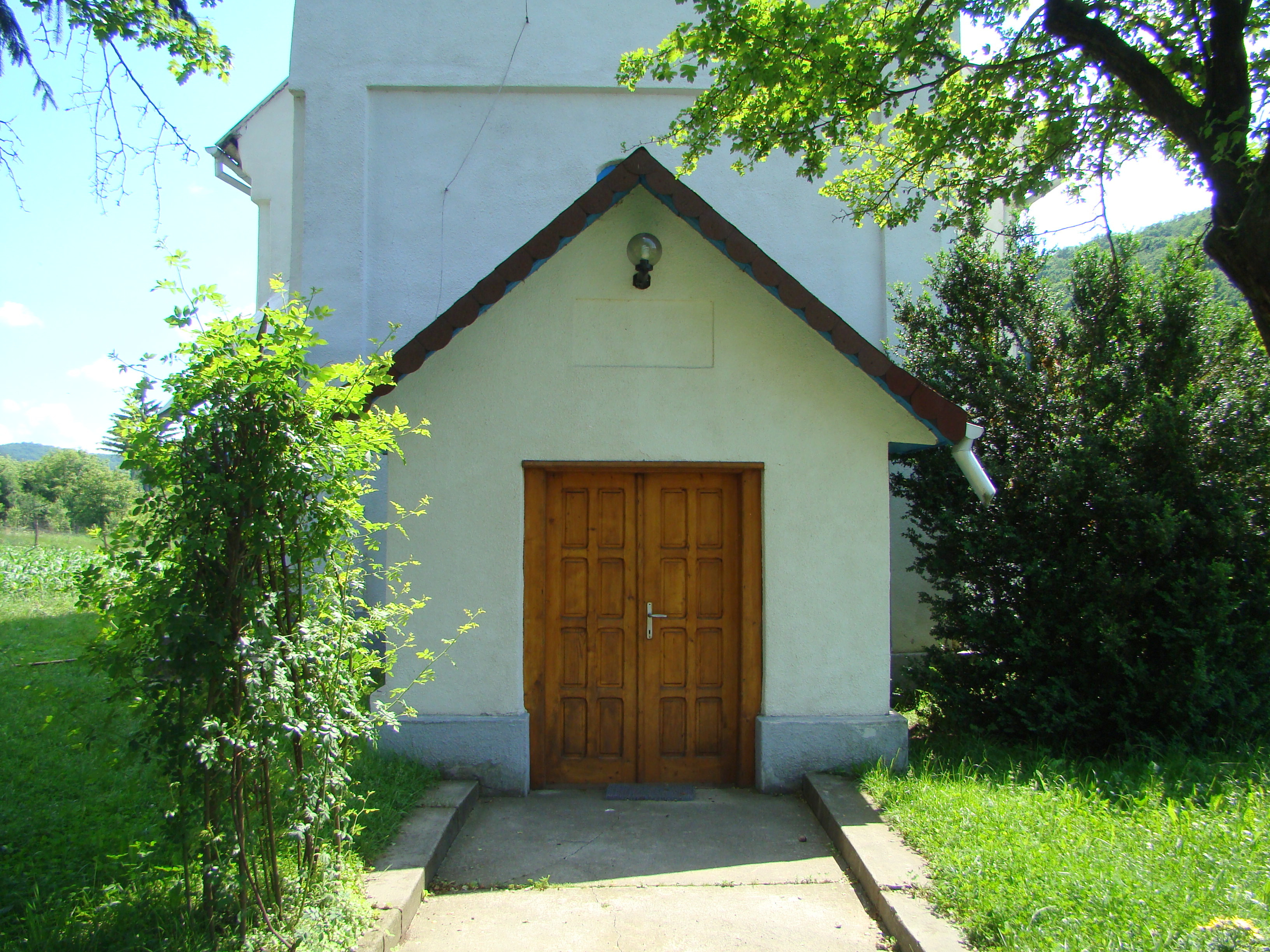
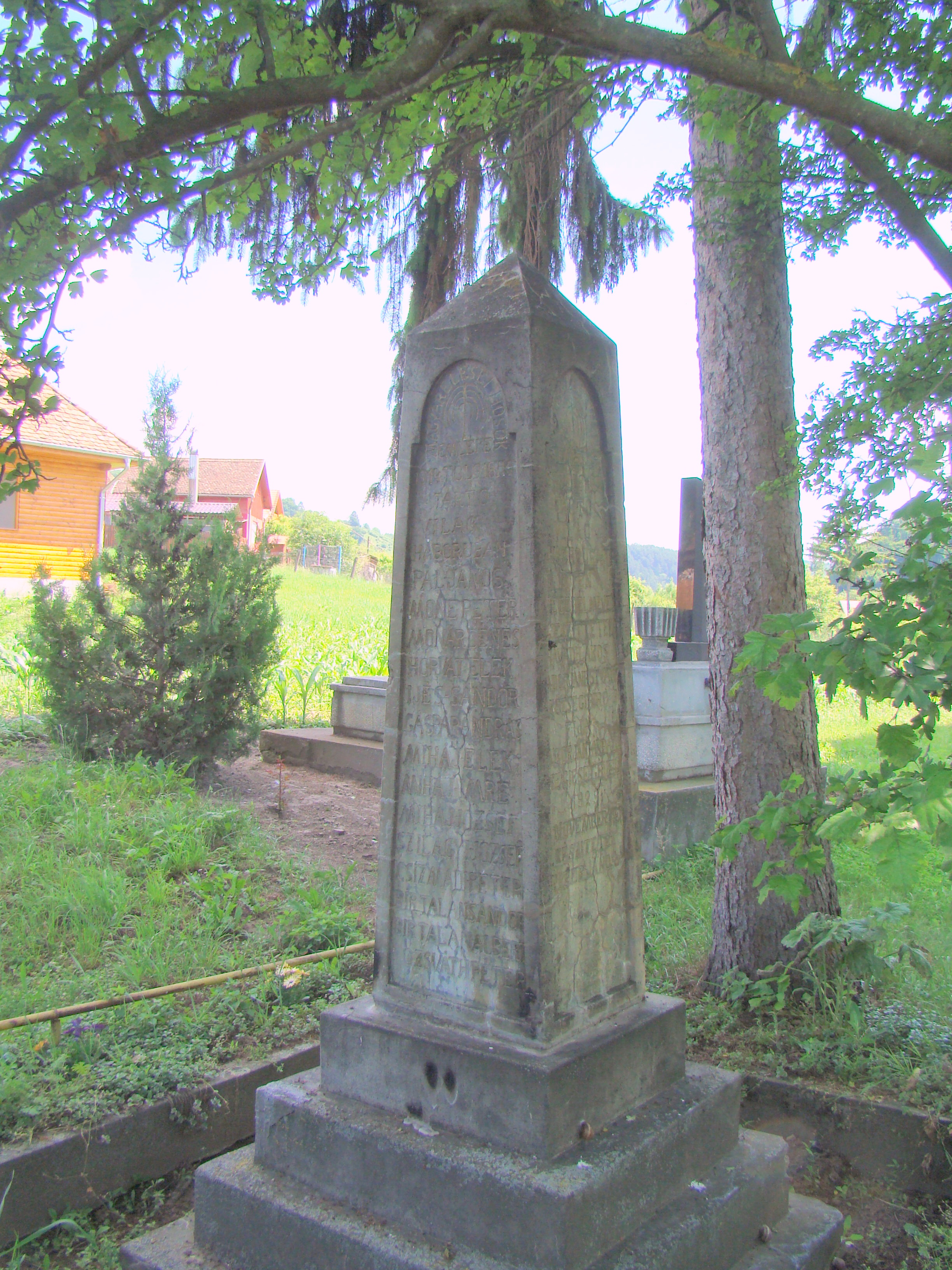
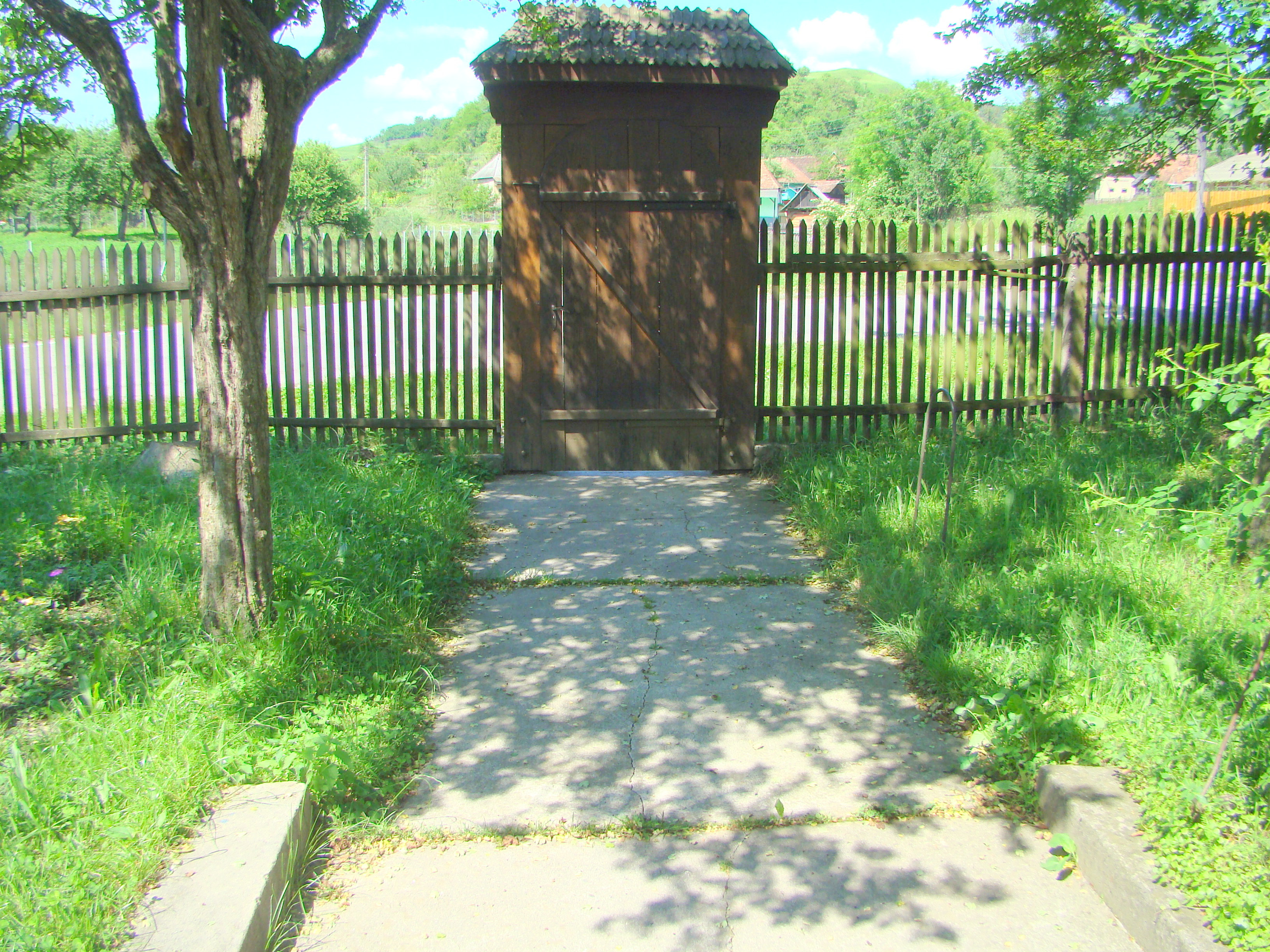

### Interior

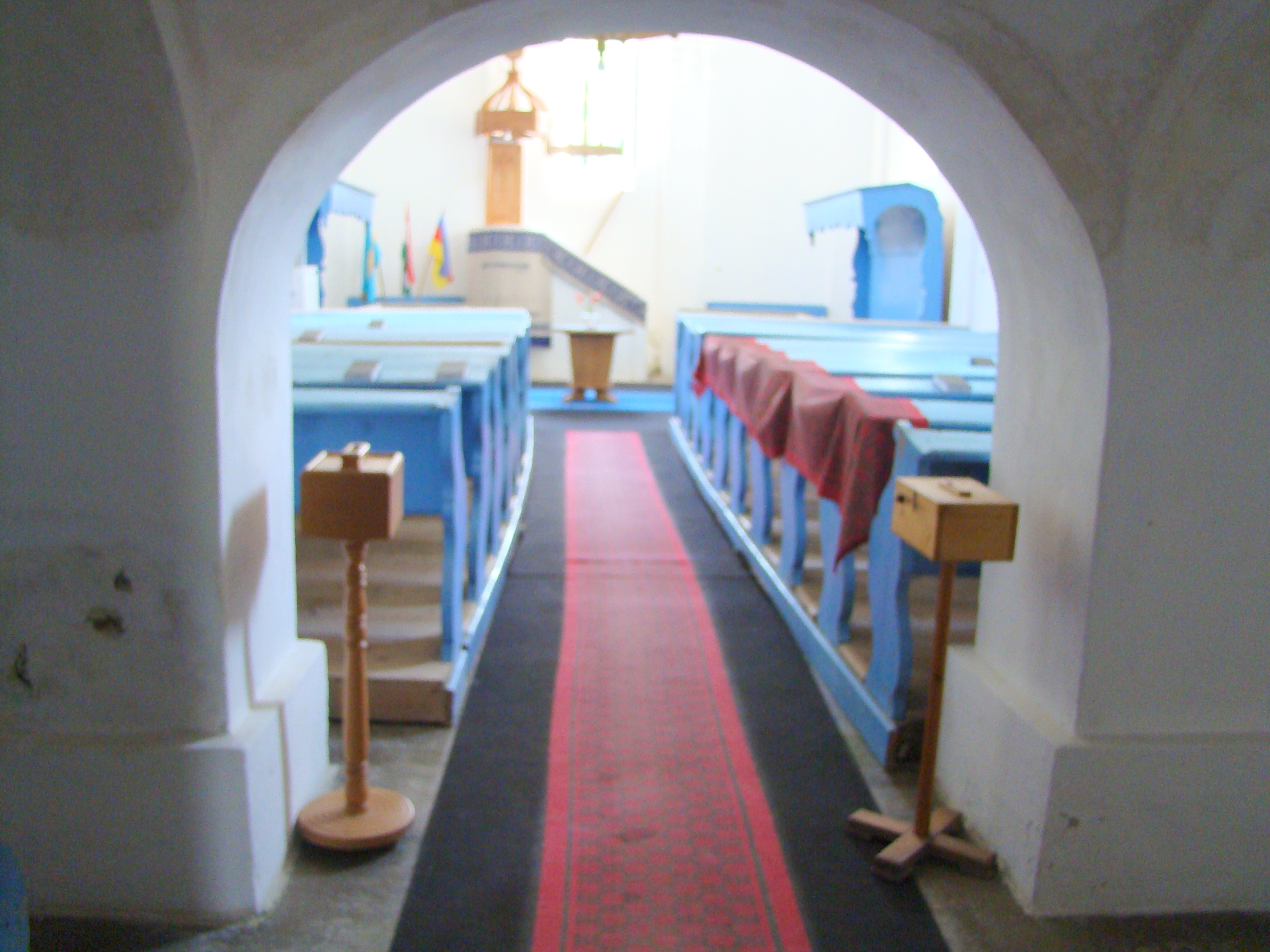
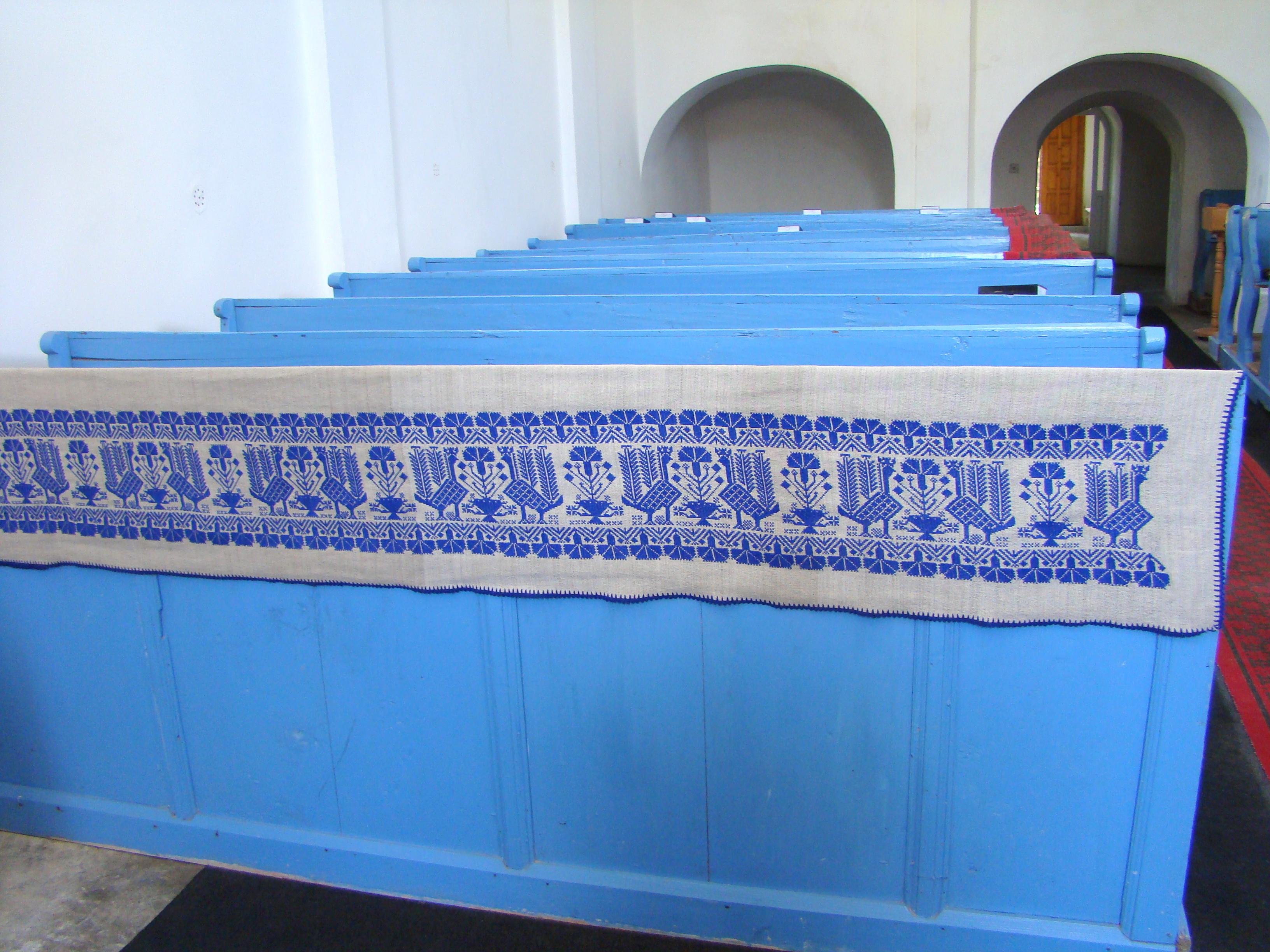
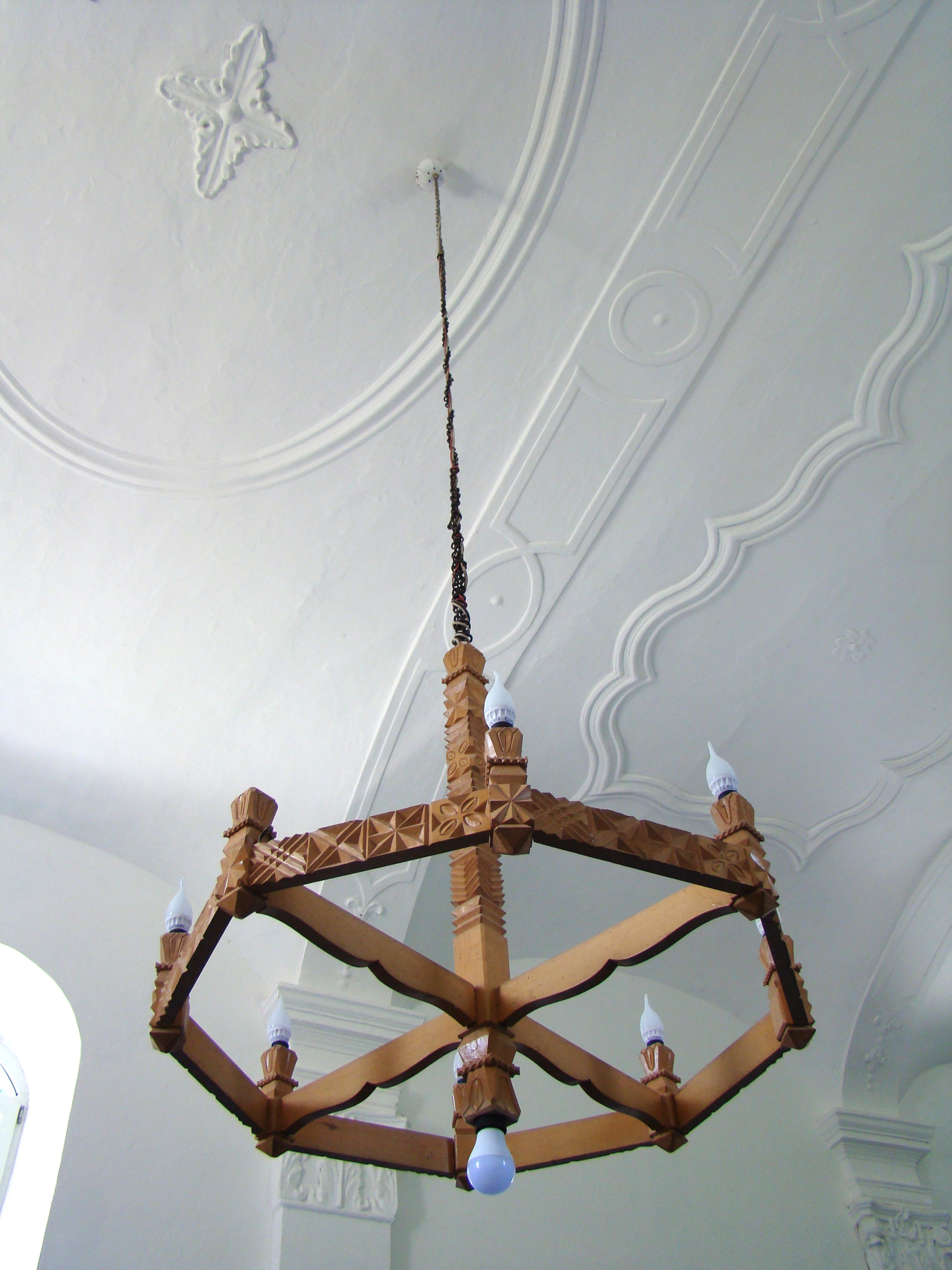
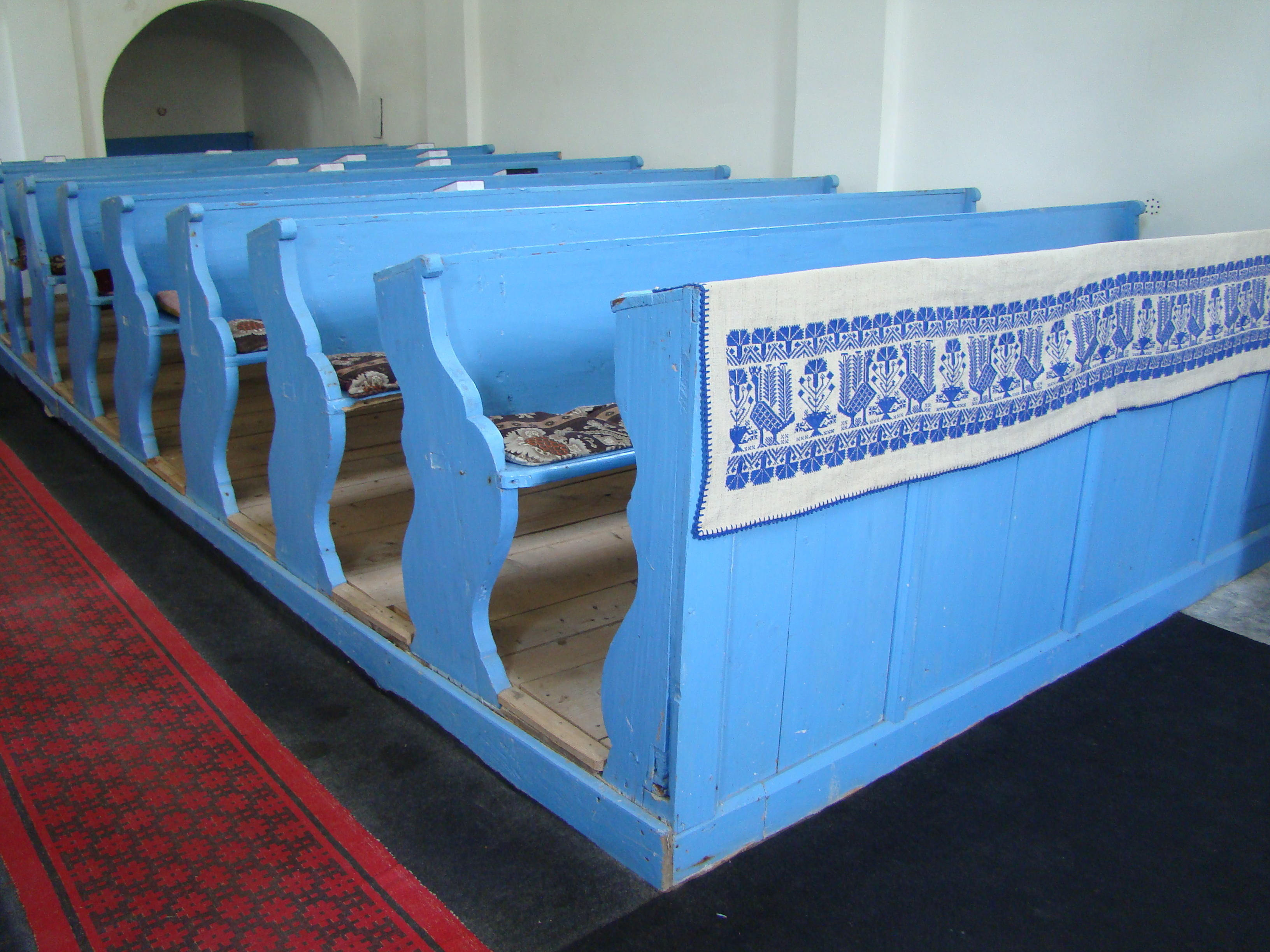
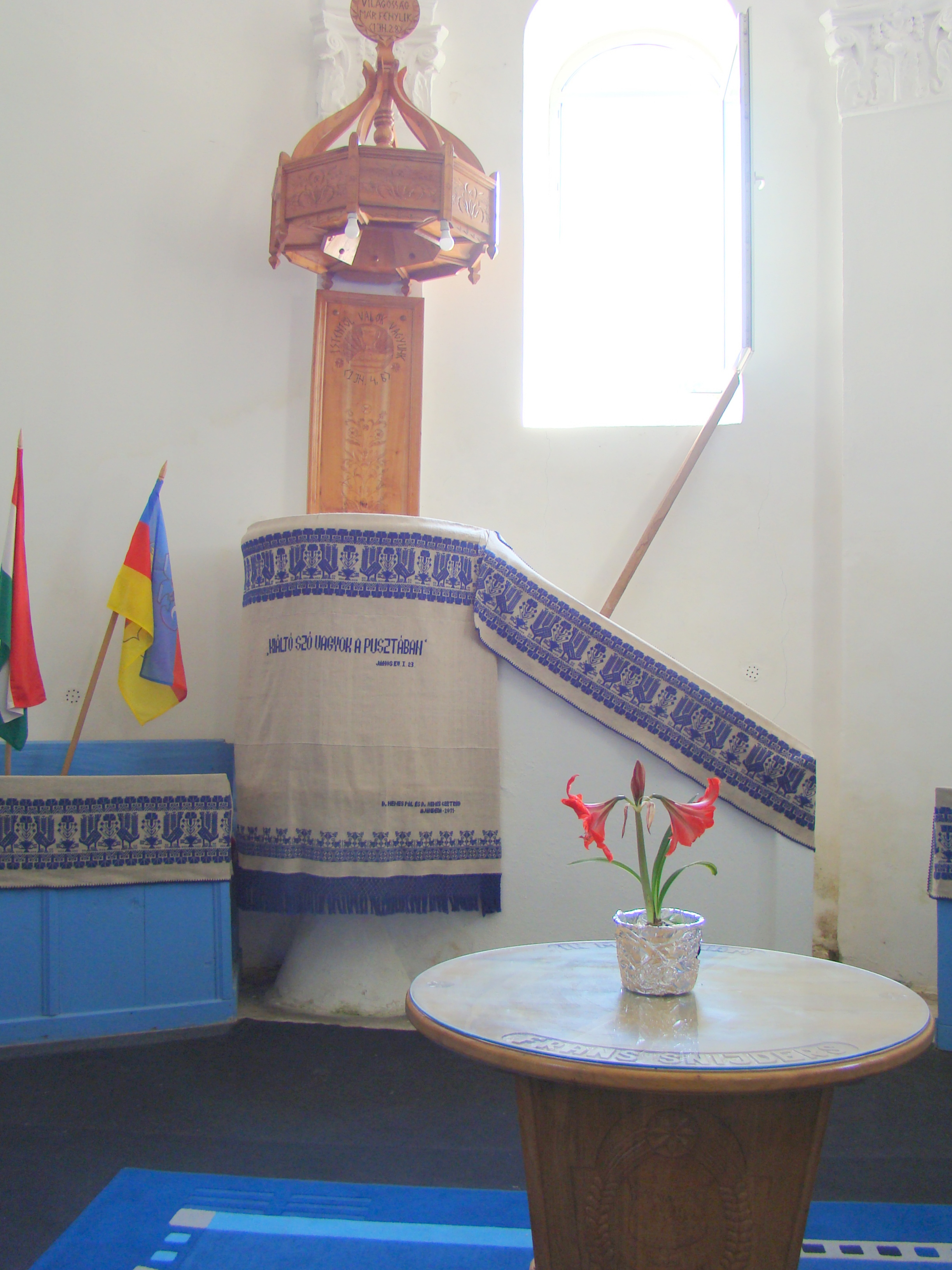
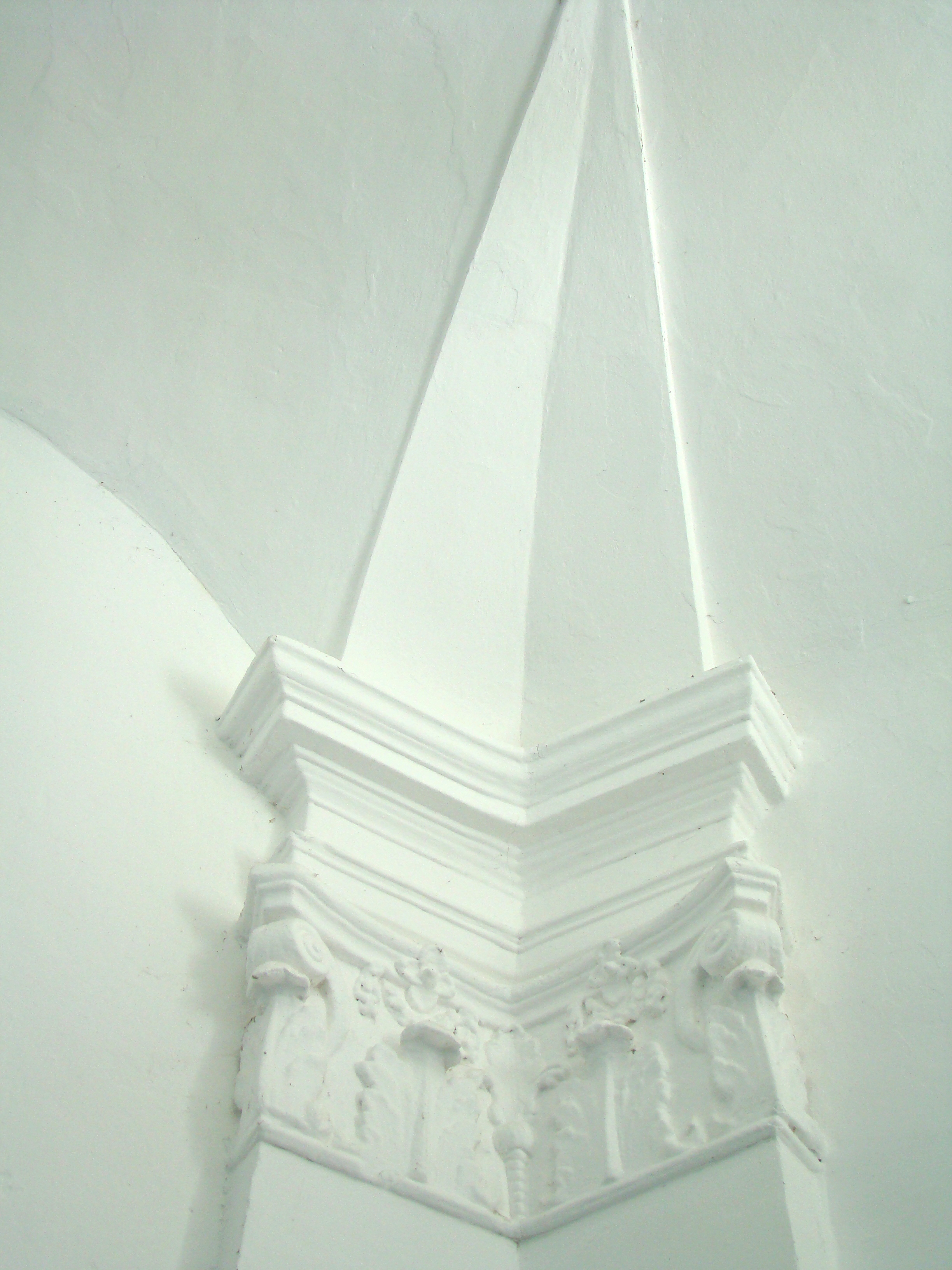
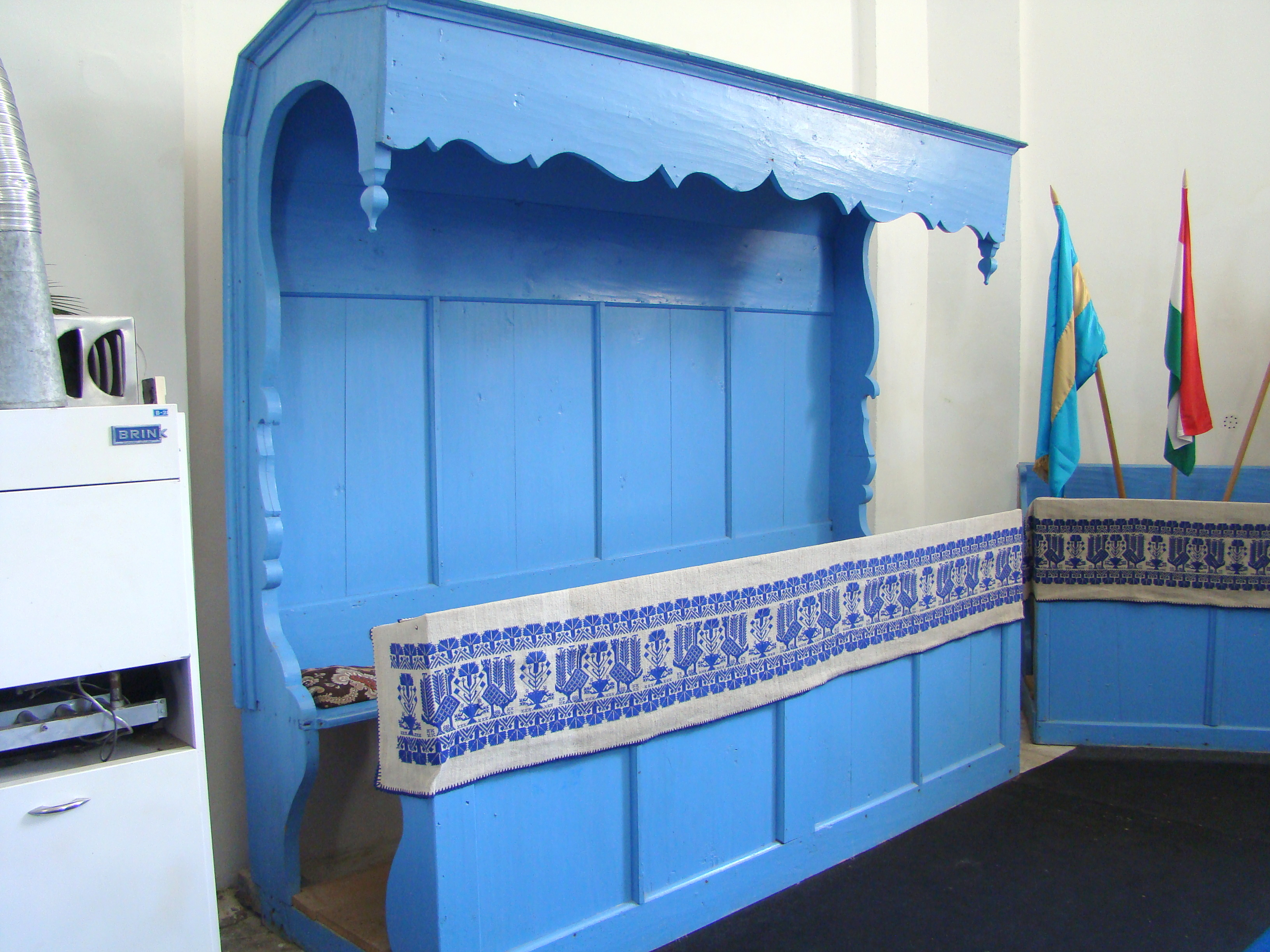
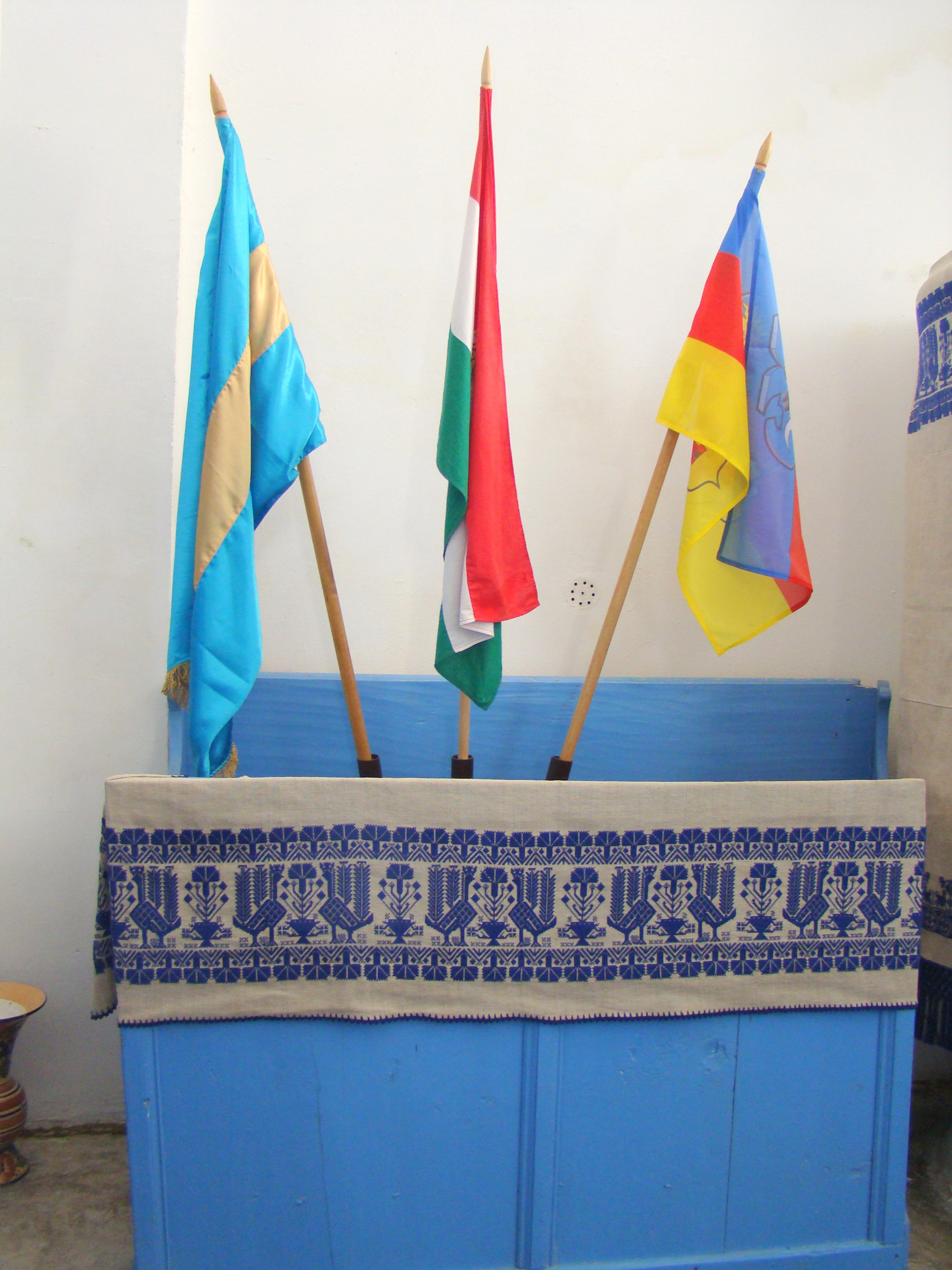
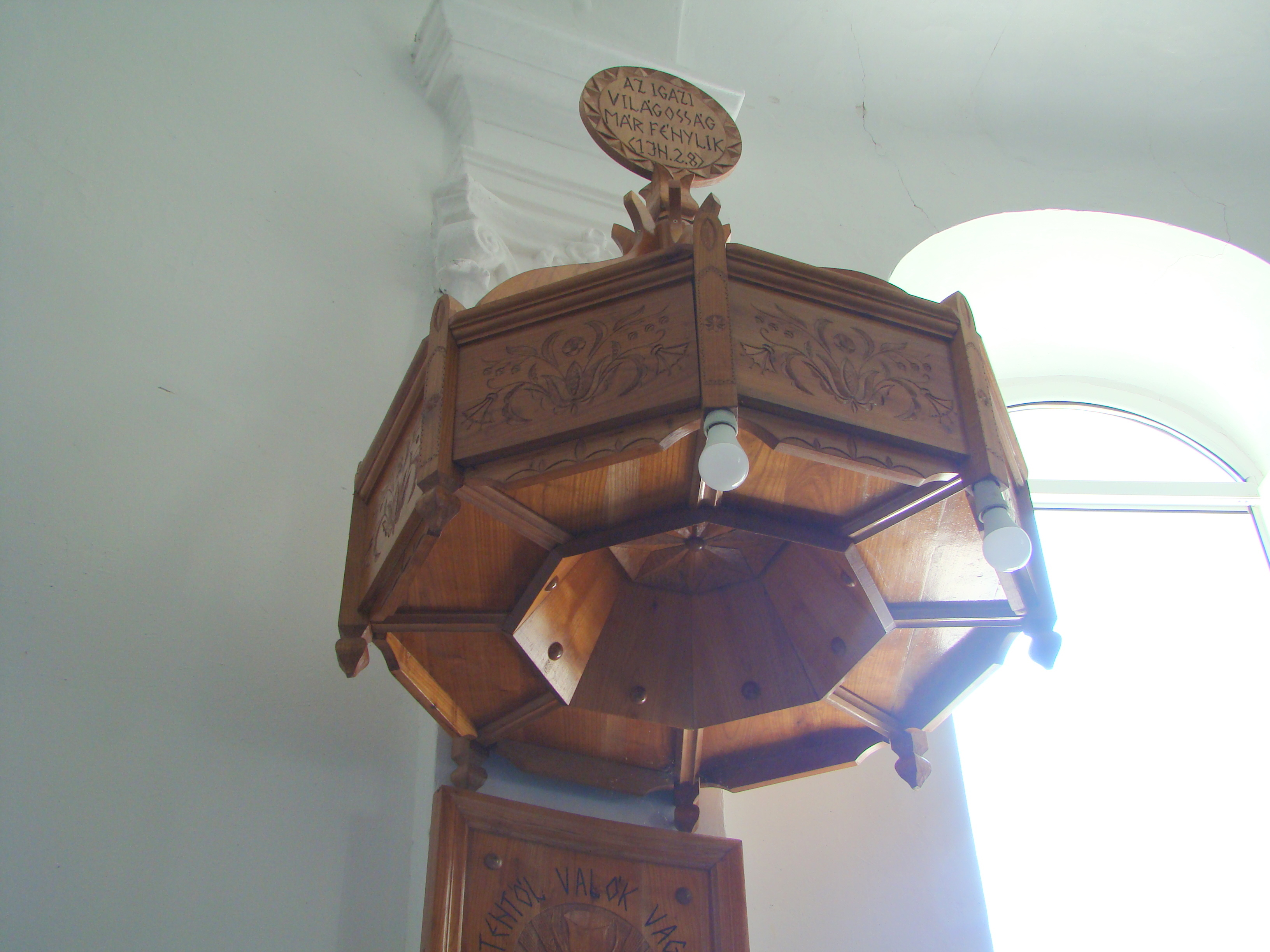
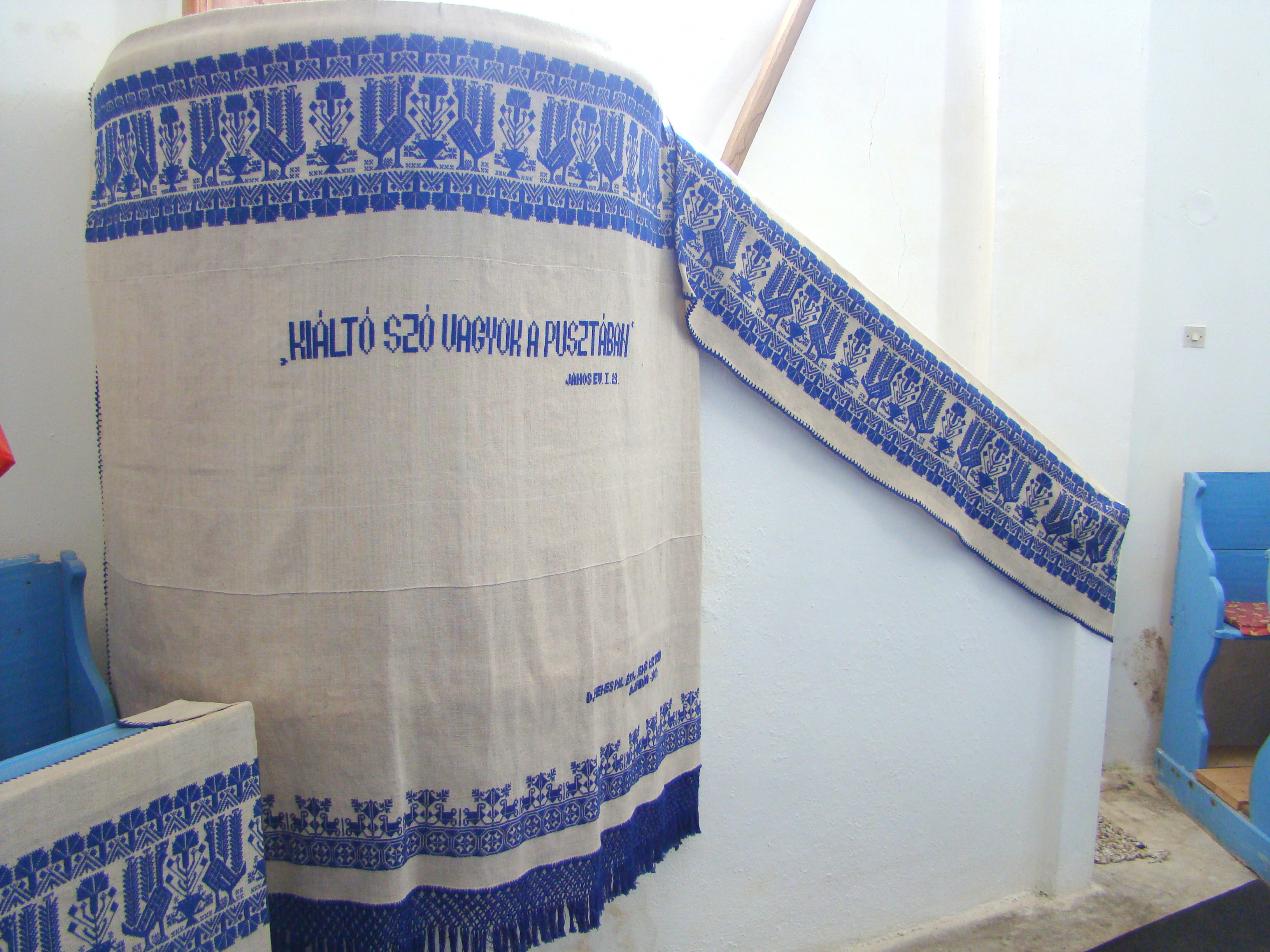
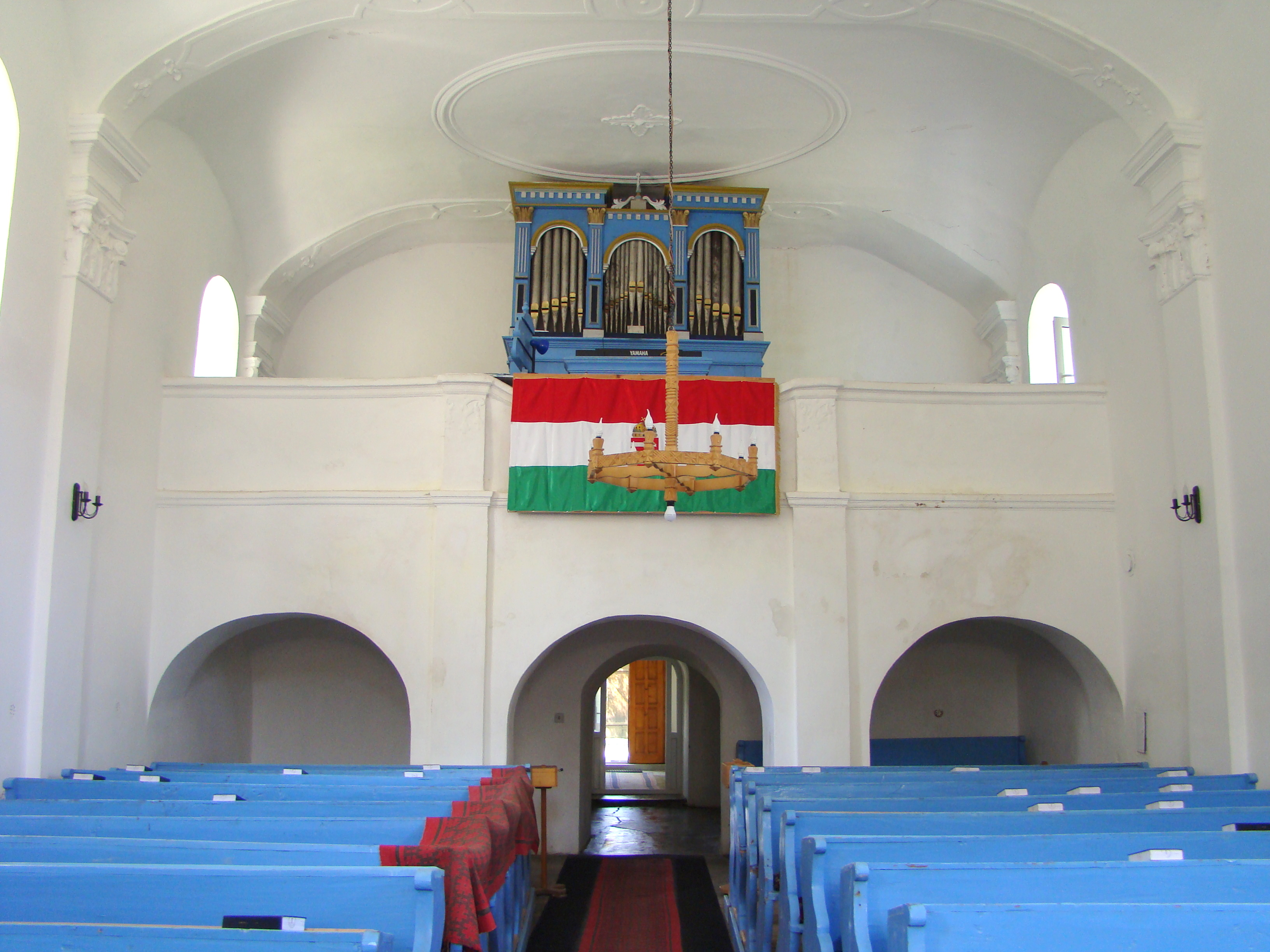
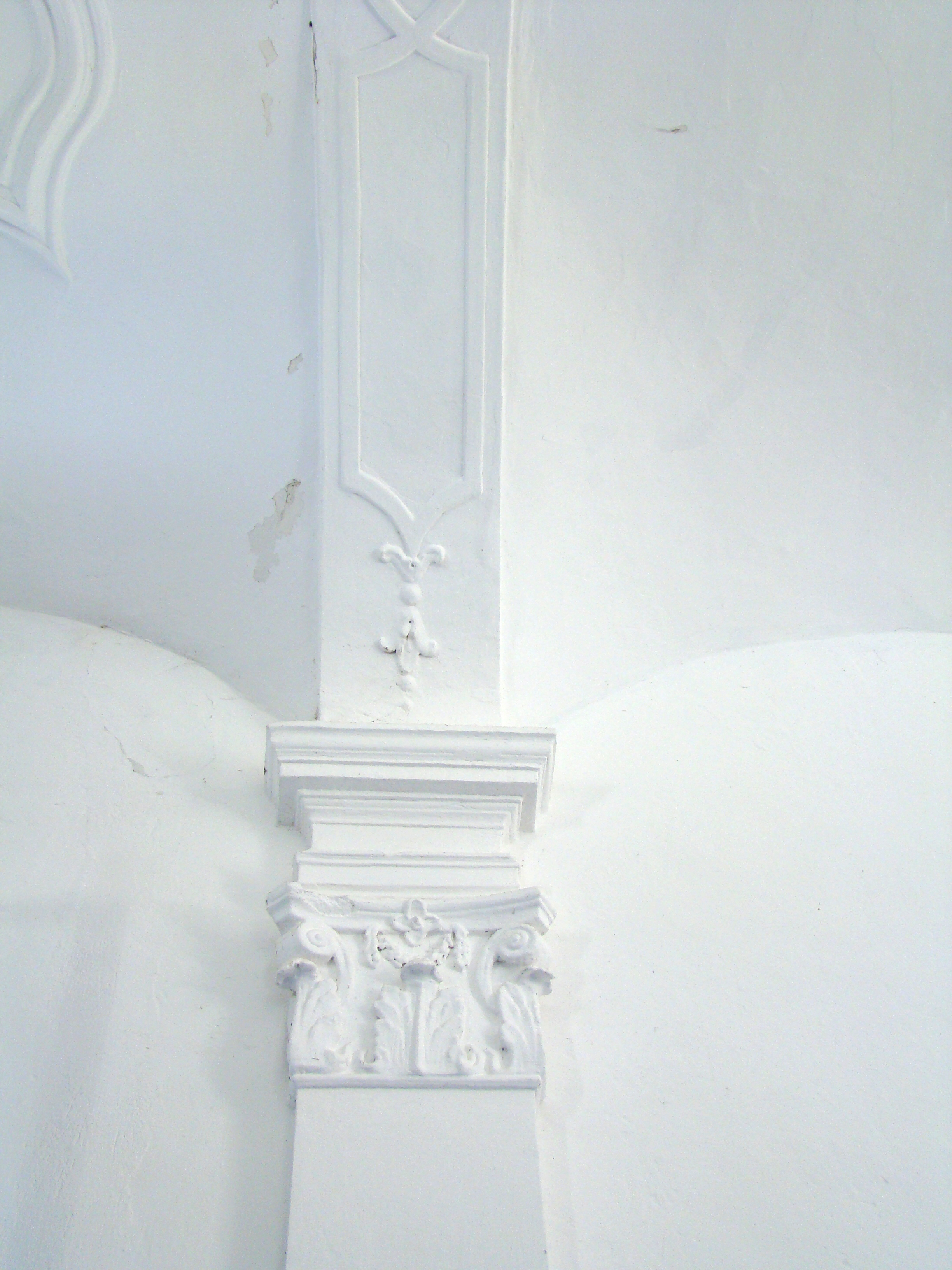
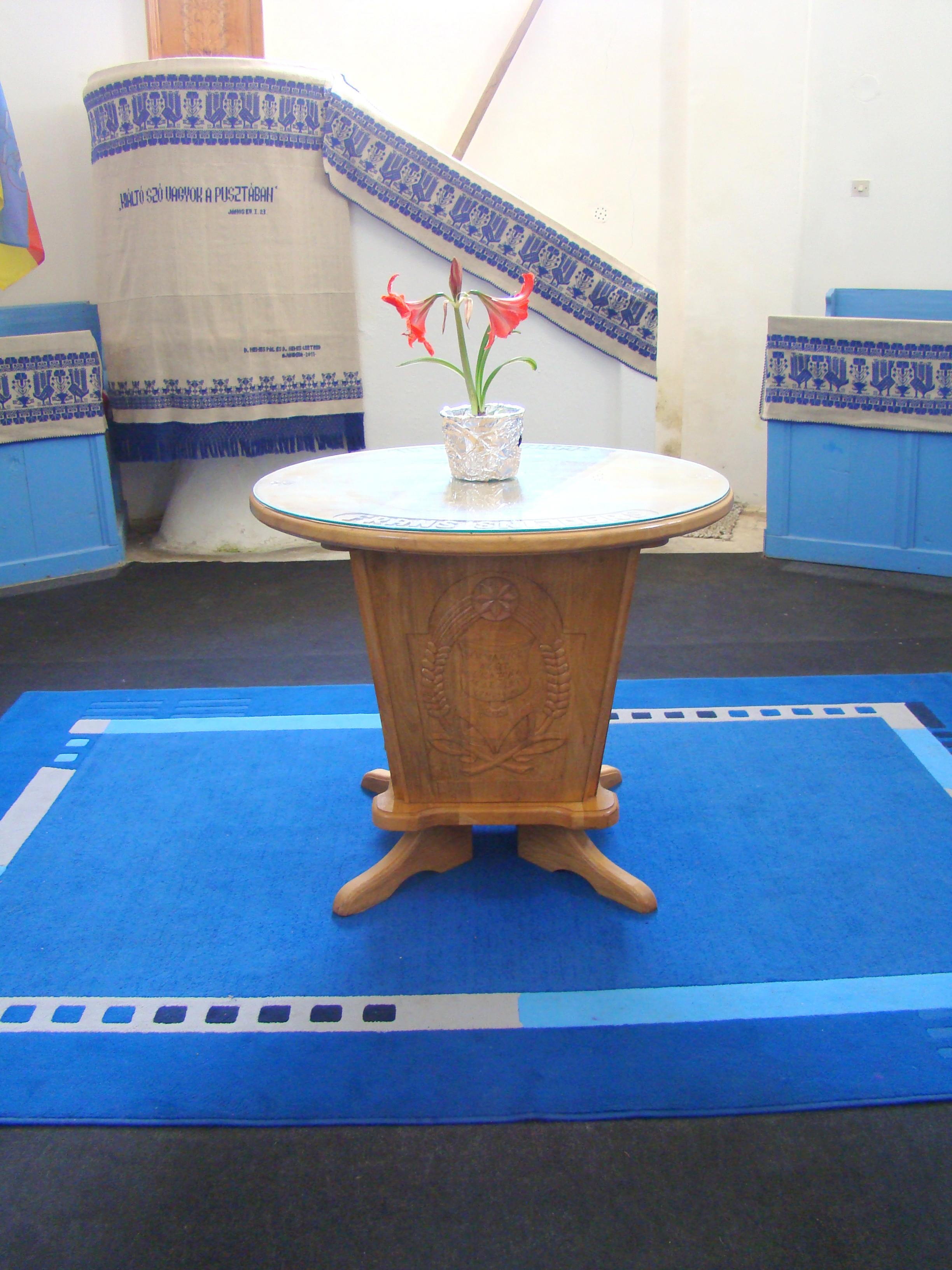
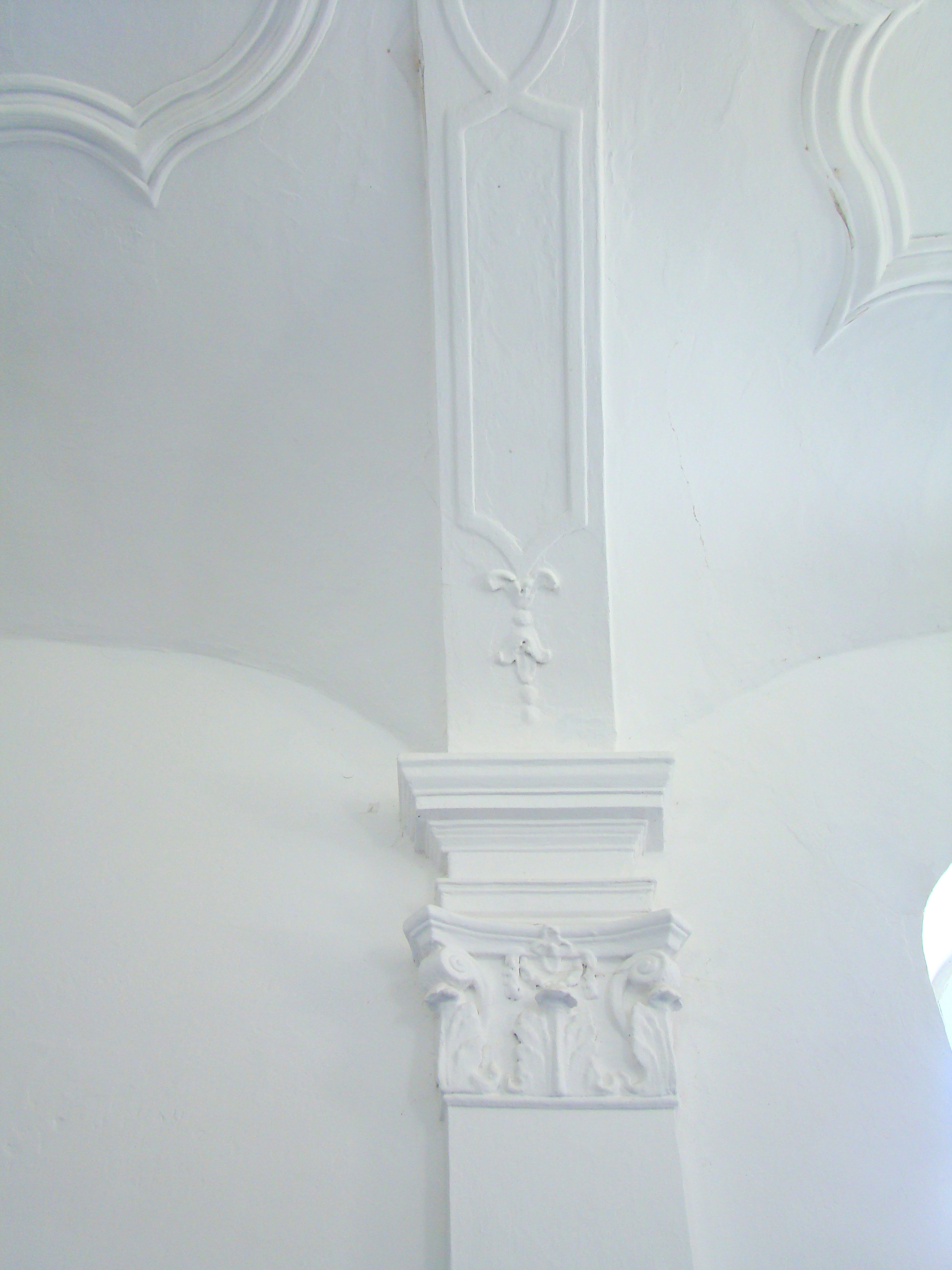
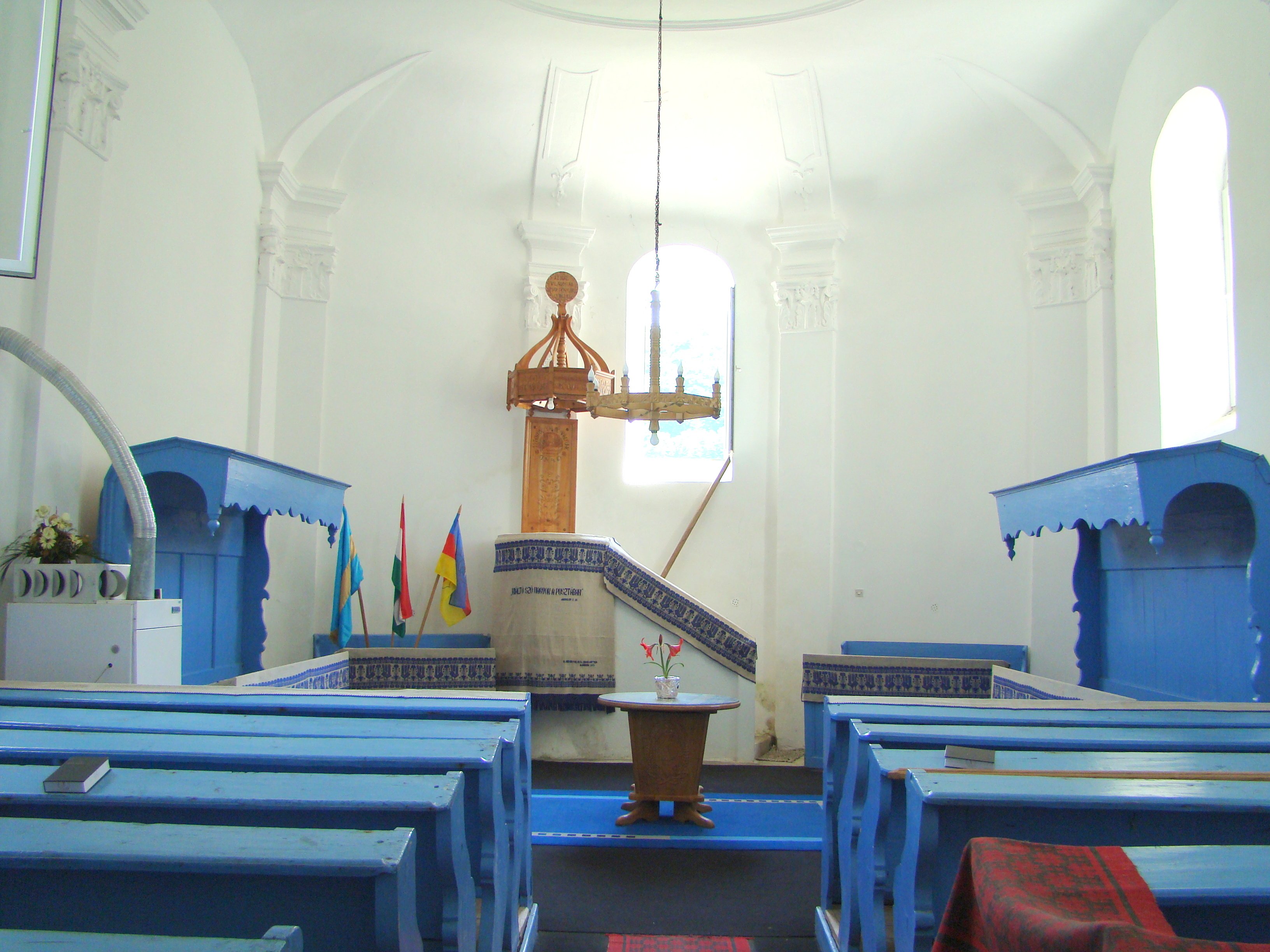
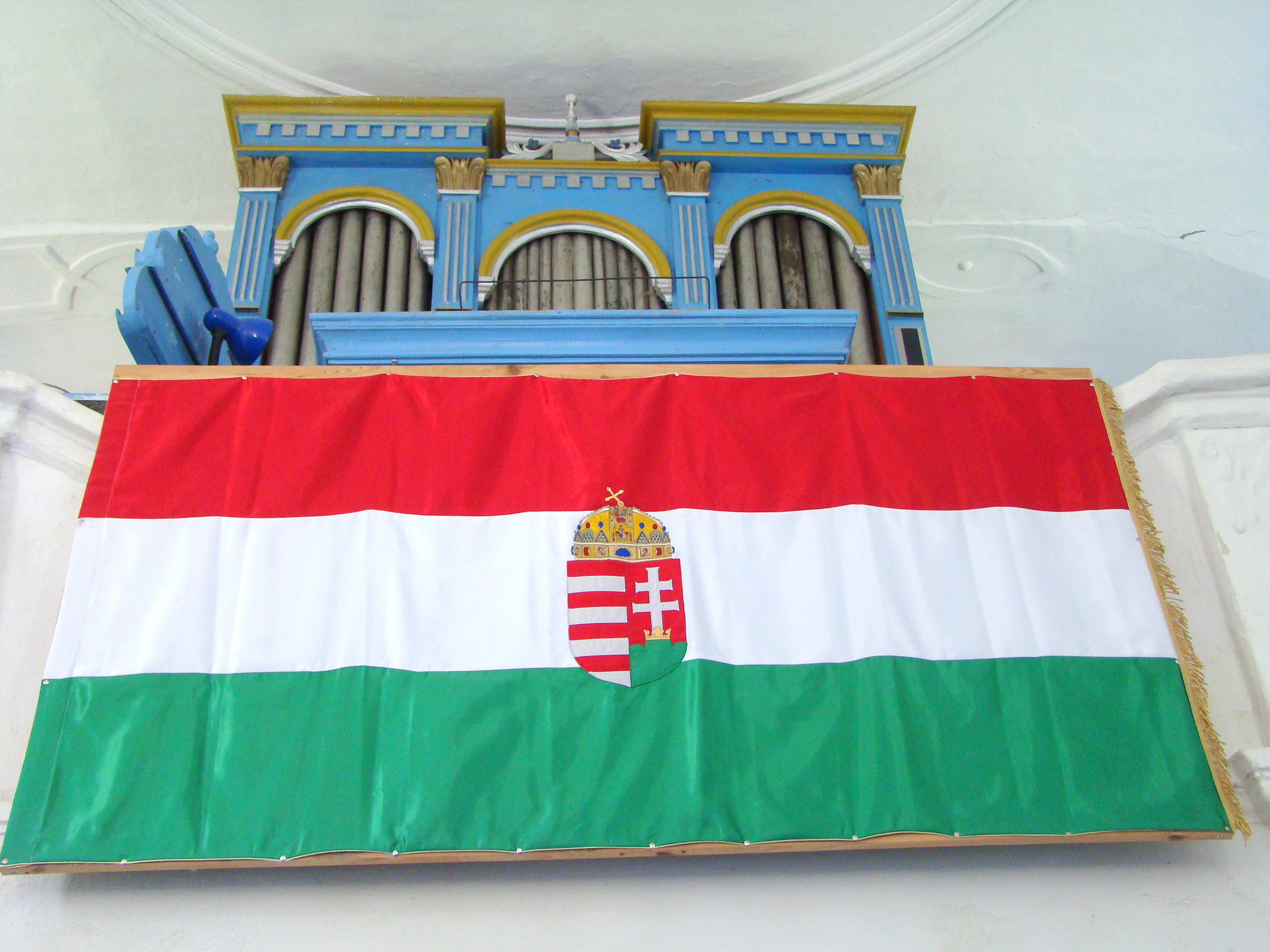
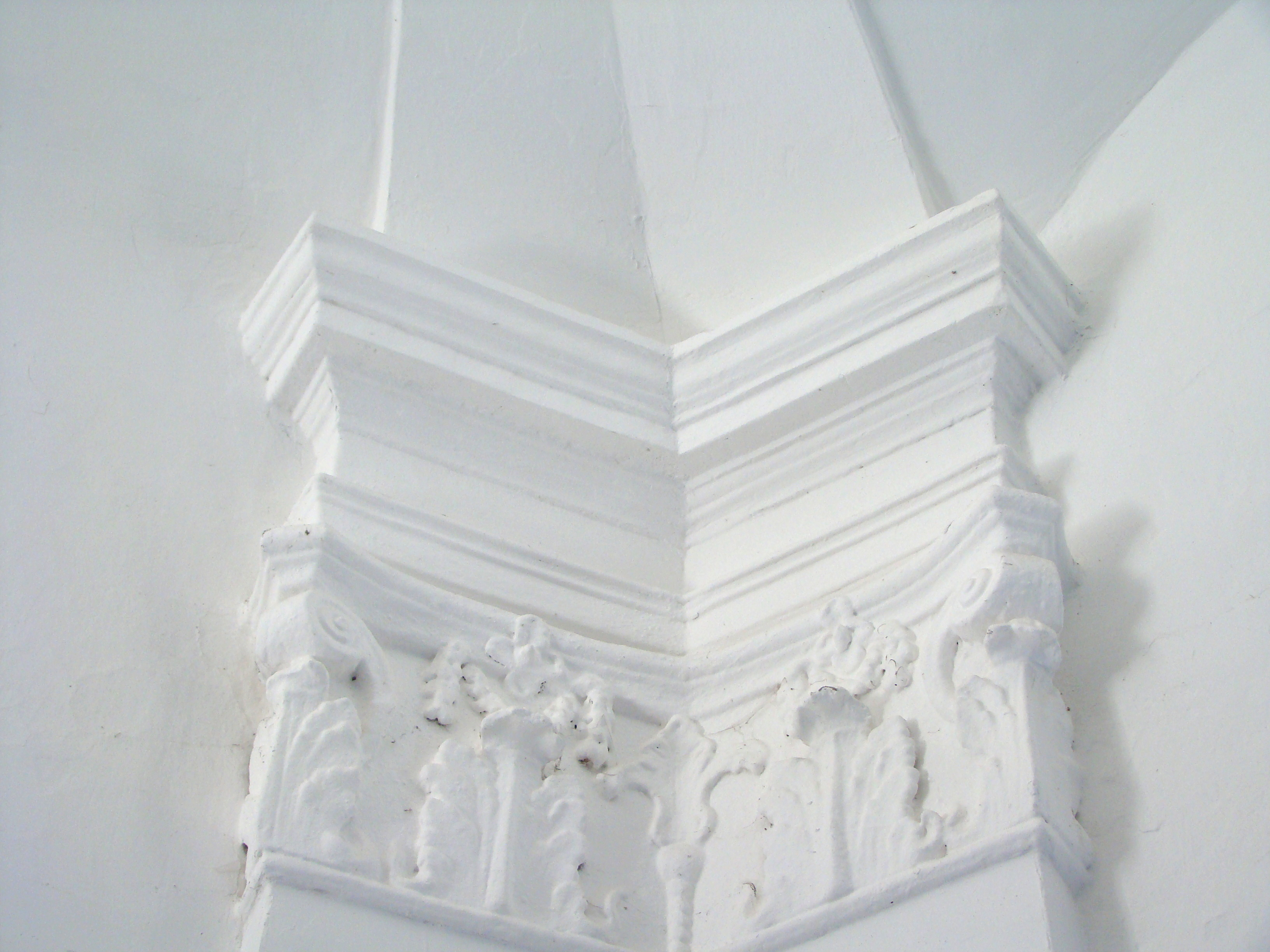
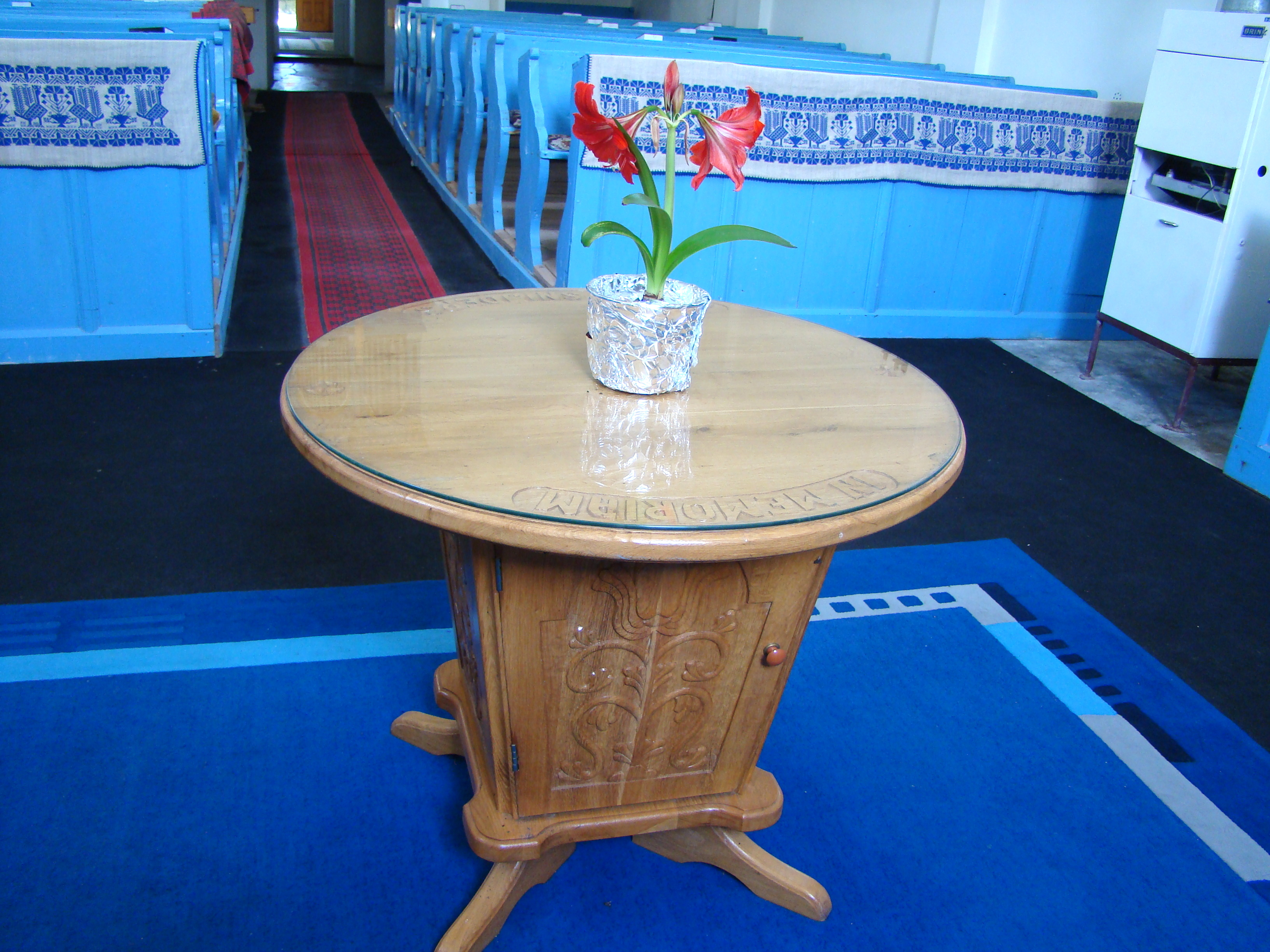
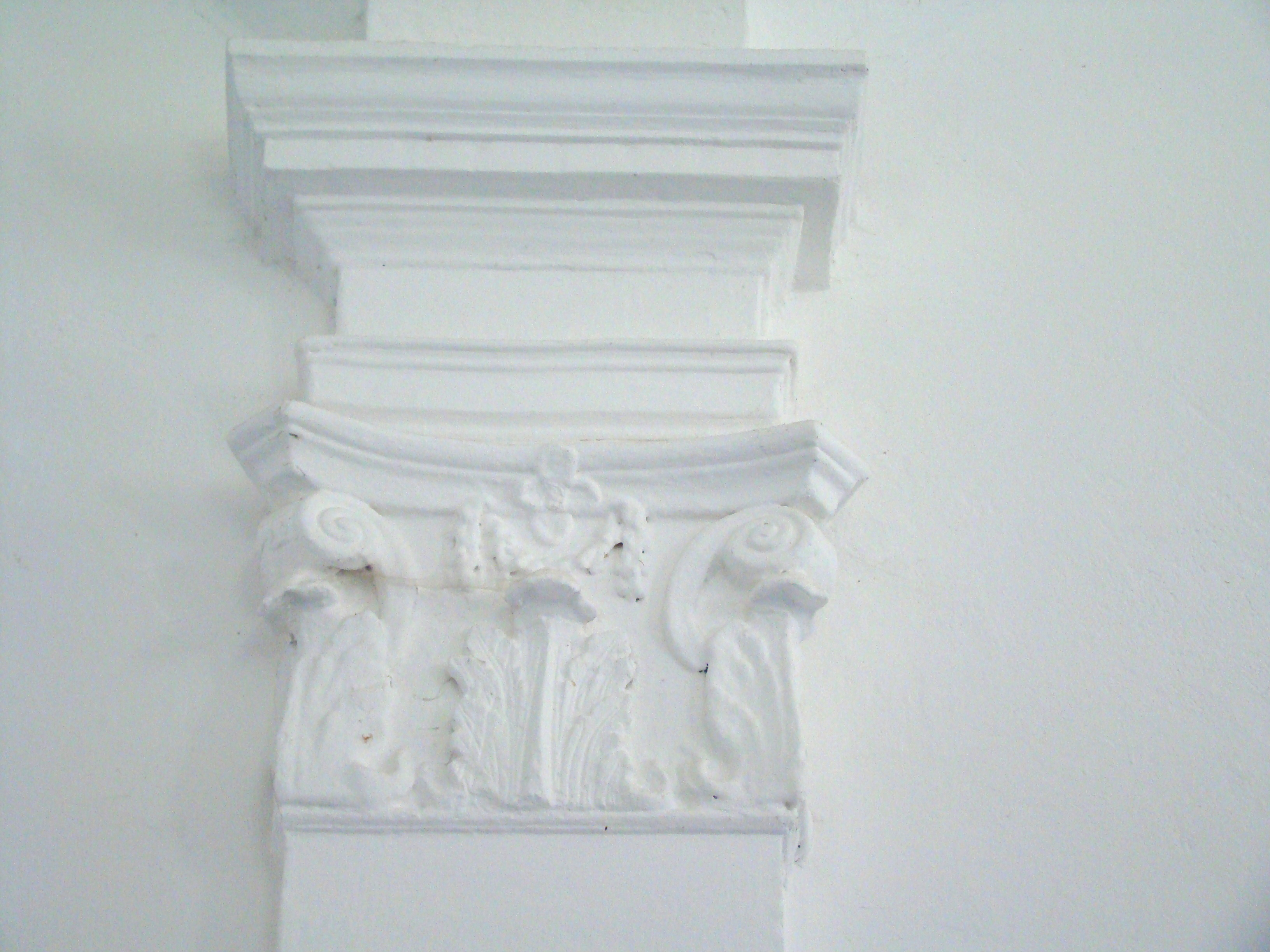
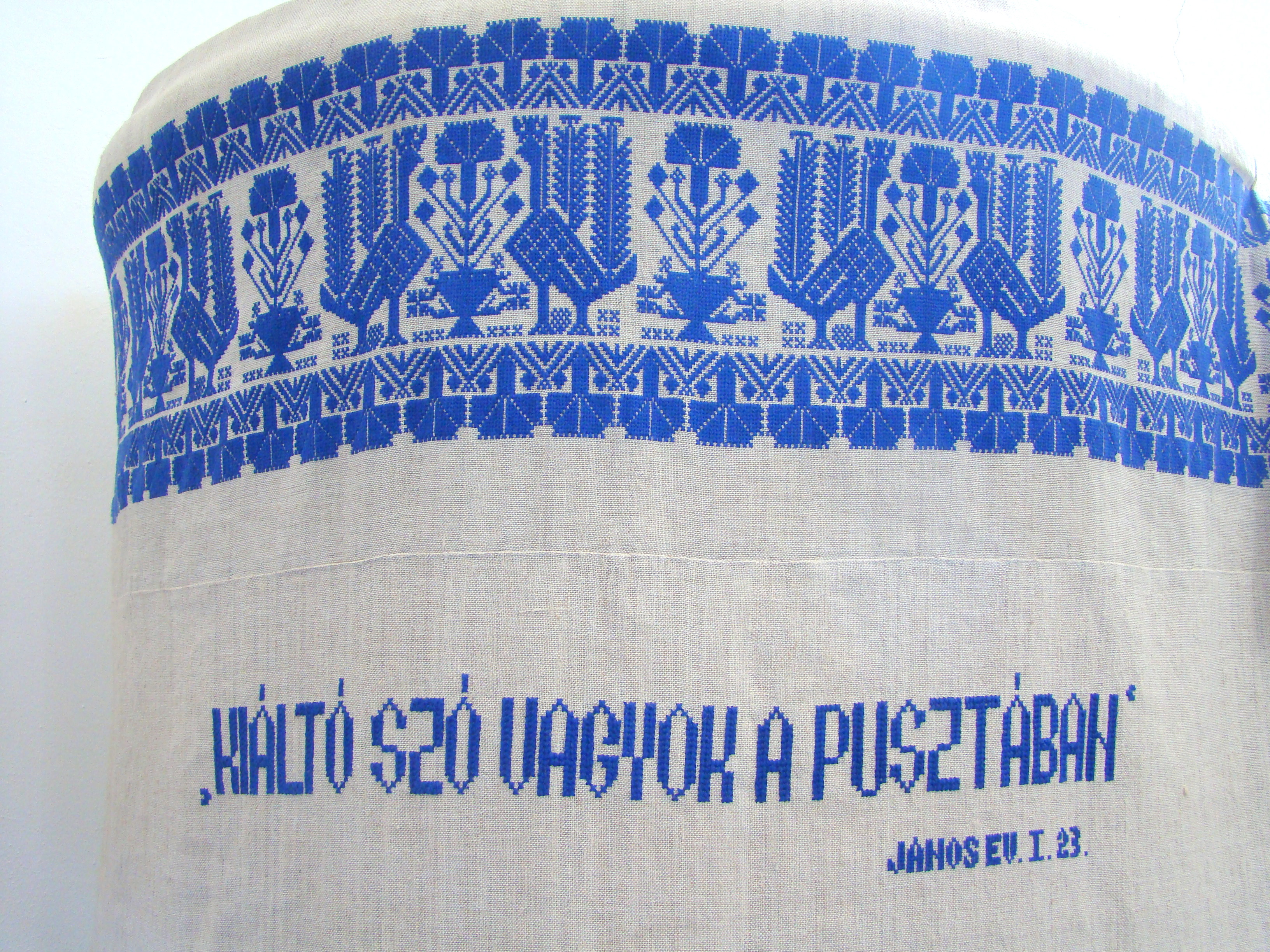
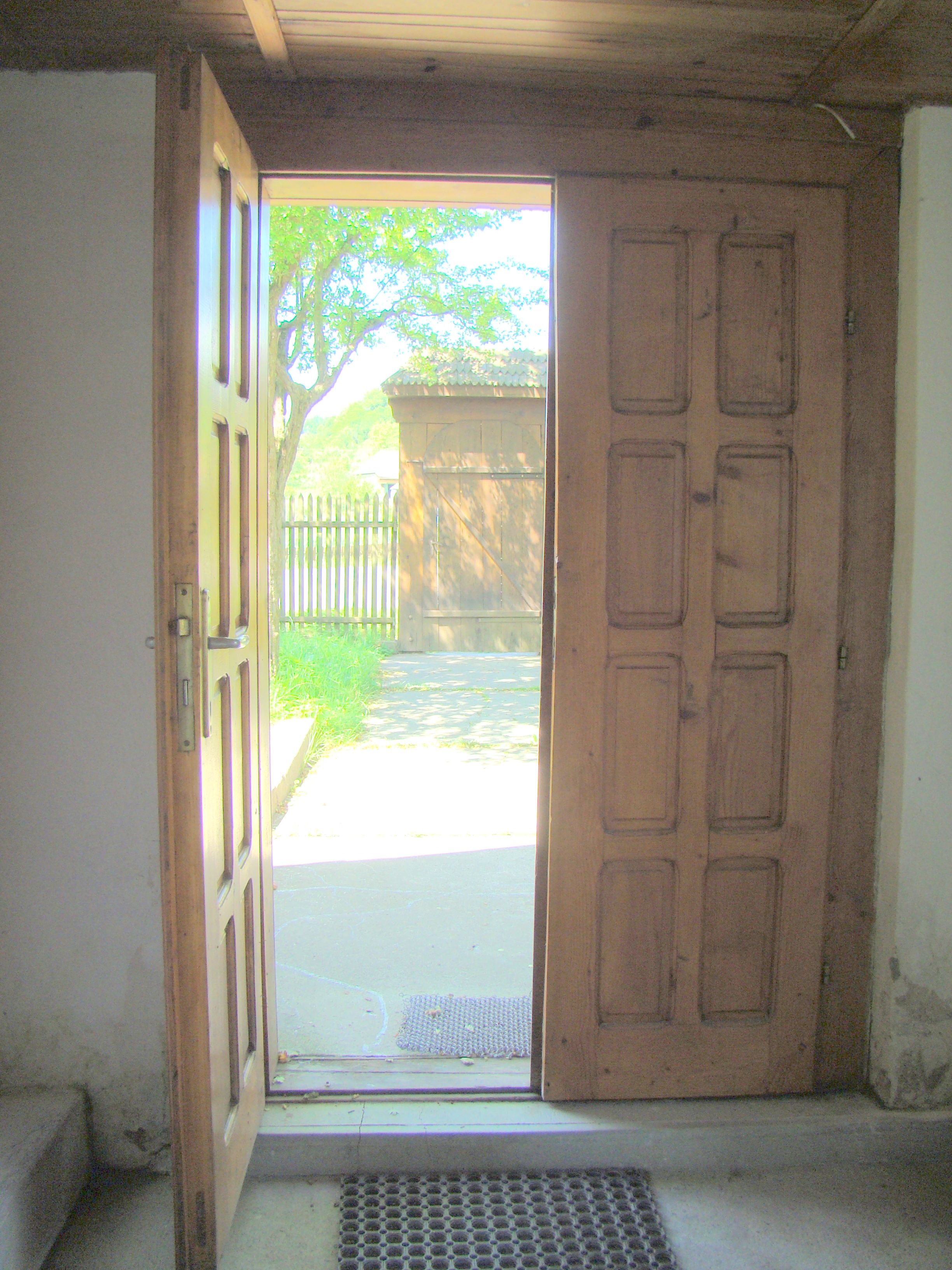

## Vezi și
- Neaua, Mureș